# Серхіо Маркарян
Серхіо Маркарян (ісп. Sergio Markarián, нар. 1 листопада 1944, Монтевідео) — уругвайський футбольний тренер вірменського походження.
Працював із низкою латиноамериканських клубів і збірних, ставши п'ятиразовим чемпіоном Парагваю, дворазовим чемпіоном Перу та чемпіоном Чилі, а також учасником Кубків Америки 2001 і 2011 років. Крім того працював у Греції, де тренував кілька місцевих клубів та національну збірну.
У 2000 році Міжнародна федерація футбольної історії та статистики включила Маркаряна до десяти найкращих національних тренерів у світі. Крім того він став 83-им у рейтингу найкращих тренерів у світі з 1996 по 2010 рік, будучи найкращим тренером з Уругваю в цьому історичному рейтингу.

## Ранні роки
Маркарян народився в Уругваї, втім більшу частину свого дитинства, від 7 до 18 років, жив в Аргентині. Там же він почав футбольний шлях. Сталося це в 17 років, коли він був прийнятий в місцеву футбольну школу «Лануса» і став грати на позиціях центрального і лівого захисника. Втім на професійний рівень Серхіо не перейшов, оскільки вступив до університету Буенос-Айреса і почав працювати у великій компанії з розподілу палива, де згодом зміг зайняти пост генерального менеджера.
Після поразки футбольної збірної Уругваю на чемпіонаті світу 1974 року збірній Нідерландів Маркарян зрозумів, що тренерський футбол був його покликанням. Це спонукало Серхіо знову ступити на футбольний шлях — уже як тренера. Він звільнився з високооплачуваної роботи генерального менеджера і, незважаючи на критику колег і друзів, вирішив присвятити своє життя професійному футболу. Маркарян втратив статус і владу, переживши 10 важких років на початку його тренерської кар'єри. Як він заявив: «Мені довелося продати мій Mercedes-Benz і почати ловити автобус!».

## Кар'єра тренера
1975 році він закінчив тренерський курс Вищого інституту фізичного виховання Уругваю, після чого став тренером резерву клубу «Белья Віста». Незабаром став тренувати головну команду, з якою 1976 року виграв другий дивізіон країни та вийшов до еліти. В подальшому очолював більш титуловані клуби країни «Данубіо» та «Рівер Плейт» (Монтевідео). При цьому у кожному з цих клубів за тренерства Маркаряна дебютували на дорослому рівні знакові у майбутньому уругвайські футболісти — Рубен Соса та Карлос Агілера відповідно.
У 1983 році Маркарян підписав контракт з парагвайським клубом «Олімпія», розташованим у столиці Асунсьйоні. Вже у його першому сезоні він виграв чемпіонат Парагваю з клубом, а 1985 року повторив це досягнення. Загалом Маркарян працював у цій країні протягом наступних десяти років — після роботи з «Олімпією» у 1987 році його запросили в клуб «Соль де Америка», де він майже повторив успіх минулого клубу, зайнявши в 1989 році другий рядок у підсумковій таблиці парагвайського чемпіонату. Після таких досягнень тренер в 1990 році перейшов в «Серро Портеньйо», з яким таки завоював титул чемпіона Парагваю, після чого отримав запрошення від олімпійської (U-23) збірної Парагваю. Зі збірною Маркарян виграв південноамериканський олімпійський відбір, завдяки чому Парагвай вперше в своїй історії зіграв на футбольному турнірі на Олімпійських іграх 1992 року в Барселоні. На тому турнірі парагвайці вилетіли на стадії чвертьфіналу.
У 1993 році він став тренером перуанського клубу «Універсітаріо де Депортес», з яким вже в прем'єрному сезоні виграв чемпіонат, а в 1995 році став віце-чемпіоном. Ці успіхи привели до переходу в найтитулованішу команду в країни — «Спортінг Крістал», з яким він виграв ще один чемпіонат Перу, а в 1997 році дійшов до фіналу Кубка Лібертадорес, де перуанці програли бразильському «Крузейро».
Завдяки досягненням у Південній Америці Маркарян підписав контракт з грецькою командою «Іракліс», яку він тренував у сезоні 1998/99, посівши п'яте місце в Суперлізі, кваліфікувавшись до ігор Кубка УЄФА, але у другому за престижністю європейському турнірі не попрацював, оскільки прийняв пропозицію очолити збірну Парагваю. Маркарян керував збірною на Кубку Америки 2001 року, де його гравці зайняли останнє місце в групі. Втім збірній вдалося кваліфікуватись на чемпіонат світу 2002 року у Кореї і Японії, але незабаром після того, як цей успіх був досягнутий, Маркарян був звільнений з посади через незадовільні результати в останніх двох відбіркових матчах (поразки 1:3 від Венесуели і 0:4 від Колумбії). Його замінив італійський фахівець Чезаре Мальдіні, який і повіз Парагвай на чемпіонаті світу, досягнувши 1/8 фіналу. Протягом терміну повноважень Маркаряна парагвайська команда регулярно перебувала у першій десятці рейтингу ФІФА, а найвищим результатом була восьма позиція.
На початку 2002 року Маркарян повернувся до Греції і став тренером одного з найпопулярніших клубів країни — «Панатінаїкоса». У першому сезоні 2001/02 Маркарян допоміг клубу пройти другий груповий етап Ліги чемпіонів, і клуб вилетів лише у чвертьфіналі, де він програв «Барселоні». Йому також вдалося посісти третє місце в чемпіонаті, кваліфікувавшись на наступний рік у Кубок УЄФА. У травні 2002 року, незважаючи на хороші результати, він пішов у відставку з посади тренера, пояснивши своє рішення бажанням відпочити від футболу, але через п'ять місяців, у листопаді, він знову повернувся в «Панатінаїкос». У сезоні 2002/03 він дійшов з командою до чвертьфіналу Кубка УЄФА, де, незважаючи на перемогу у виїзному матчі, у домашній грі-відповіді афінський клуб покинув турнір після додаткового часу, програвши «Порту» на чолі із Жозе Моурінью, який пізніше і здобув трофей. У чемпіонаті ж клуб став віце-чемпіоном — його гравці набрали стільки ж очок як і «Олімпіакос», але через гіршу різницю забитих і пропущених голів посіли тільки друге місце в турнірній таблиці. За цей час у команді Маркаряна грали п'яти гравців, які в 2004 році разом зі збірною Греції виграли чемпіонат Європи в Португалії — Юркас Сейтарідіс, Ангелос Басінас, Константінос Халкіас, Янніс Гумас та Дімітріс Пападопулос.
У сезоні 2004/05 Маркарян тренував третій вже у своїй кар'єрі грецький клуб — «Іракліс», з яким став сьомим в Суперлізі і не вийшов у єврокубки. Після цього тренер підписав контракт з парагвайським клубом «Лібертад», який він вже очолював 22 роками раніше. Під час свого другого перебування в команді Маркарян двічі поспіль виграв чемпіонат країни — в 2006 і 2007 роках.
У червні 2008 року став головним тренером команди «Крус Асуль» з Мехіко, з якою вийшов до фіналу Апертури 2007, де поступився «Сантос Лагуні». У цьому ж році він виграв з командою Панамериканський кубок, перемігши у фіналі аргентинський «Бока Хуніорс». Після року роботи в Мексиці йому запропонували новий контракт з «Крус Асулом», але він вирішив залишити посаду після розходження думок з керівництвом стосовно політики трансферів. Незважаючи на пропозицію від збірної Коста-Рики, прийняв команду «Універсідад де Чилі», яка навесні 2009 року виграла Апертуру. Відразу після цього успіху він припинив угоду з «Універсідадом», як і в «Крус Асул» через конфлікт з керівництвом клубу. У 2010 році він повернувся на батьківщину і третій раз у своїй кар'єрі став тренером «Данубіо», де працював без успіху два місяці.
У липні 2010 року Маркарян зайняв посаду головного тренера національної збірної Перу, яка протягом роботи його попередника Хосе дель Солара зайняла останнє місце в кваліфікації до чемпіонату світу 2010 року. Маркарян, взявши собі в помічники співвітчизників Пабло Бенгоечеа та Оскара Агіррегарая, покращив результати команди, привівши у 2011 році її до перемоги в товариському Кубок Кірін, коли перуанці, як і їхні суперники Чехія та Японія, зіграли дві «сухих» нічиї. Через кілька тижнів він брав участь з командою у турнірі Кубка Америки 2011 року, де його команда вийшла у півфінал і вперше за 28 років здобула бронзові нагороди, а форвард Перу Хосе Паоло Герреро став найкращим бомбардиром турніру. З позиції тренера Маркарян пішов у кінці кваліфікаційного раунду на чемпіонат світу 2014 року в жовтні 2013 року, за результатами якого його команда зайняла сьоме місце, не пробившись на «мундіаль». Загалом він очолював перуанську команду в 45 матчах, здобувши 17 перемог, 14 ничиїх та зазнавши 14 поразок.
У лютому 2015 року, після десяти років, Маркарян повернувся в Європу, ставши наступником Клаудіо Раньєрі як головного тренера збірної Греції, що на той момент посідала останнє місце в групі у відбірковому турнірі до чемпіонату Європи 2016 року, набравши одне очко в чотирьох матчах. Під керівництвом 70-річного уругвайського фахівця греки в гостях зіграли внічию з угорцями (0:0) і програли головним аутсайдерам, збірній Фарерських островів (1:2). Незабаром після цього, 21 липня, Маркарян через всього п'ять місяців після призначення, подав у відставку, однак вона була відхилена президентом EPO Георгіосом Гіртцікісом. Втім, уже в серпні Маркарян таки покинув збірну, яка з двома очками залишалася на останньому місці.

## Титули і досягнення

### Як тренера
- Чемпіон Парагваю (5):

«Олімпія» (Асунсьйон): 1983, 1985
«Серро Портеньйо»: 1990
«Лібертад»: 2006, 2007
- Чемпіон Перу (2):

«Універсітаріо де Депортес»: 1993
«Спортінг Крістал»: 1996
- Чемпіон Чилі (1):

«Універсідад де Чилі»: Апертура 2009
- Бронзовий призер Кубка Америки: 2011